# Schlacht bei Krakau
1914

Ostpreußische Operation (Stallupönen, Gumbinnen, Tannenberg, Masurische Seen) – Galizien (Kraśnik, Komarów, Gnila Lipa, Lemberg,
Rawa Ruska) – Przemyśl – Weichsel – Krakau – Łódź – Limanowa–Lapanow – Karpaten
1915

Humin – Masuren – Zwinin – Przasnysz – Gorlice-Tarnów – Bug-Offensive – Narew-Offensive – Großer Rückzug – Nowogeorgiewsk – Rowno – Swenziany-Offensive
1916

Naratsch-See – Brussilow-Offensive – Baranowitschi-Offensive
1917

Aa – Kerenski-Offensive (Zborów) – Tarnopol-Offensive – Riga – Unternehmen Albion
1918

Operation Faustschlag – Krim
Die Schlacht bei Krakau fand im Ersten Weltkrieg vom 16. bis 25. November 1914 an der Ostfront statt. In Westgalizien waren die russische 9. und 3. Armee an den Dunajec vorgedrungen und drückten die österreichisch-ungarische 4. Armee zwischen Krakau und den Nordhängen der Beskiden zurück. Der Gegenangriff der im Rückzug befindlichen k.u.k. Truppen am nördlichen Abschnitt der Weichsel wurde von den Russen abgeschlagen und stockte dann in einer Pattsituation. Infolge der ergebnislosen Kämpfe der deutschen 9. Armee in der entscheidenden Schlacht um Łódź wurden die Kämpfe um Krakau von beiden Seiten nach zweiwöchigem Ringen abgebrochen. Der österreichisch-ungarische Generalstabschef Conrad von Hötzendorf begann Ende November mit eiligen Umgruppierungen zu einer neuen Gegenoffensive bei Limanowa-Lapanow, um den russischen Durchbruch in Nordungarn aufzuhalten.

## Vorgeschichte
Am 1. November wurde Generaloberst Hindenburg zum Oberbefehlshaber aller deutschen Streitkräfte im Osten ernannt; zusammen mit seinem Stabschef Ludendorff gruppierte er die 9. Armee unter General von Mackensen nach Thorn um, um in dieser gefahrvollen Lage einen Flankenstoß gegen die rückwärtigen Verbindungen der Russen anzusetzen. Nach der Niederlage in der Schlacht an der Weichsel hatte sich die allgemeine Kriegslage der Mittelmächte an der Ostfront Ende Oktober 1914 sehr nachteilig entwickelt.
Die Armeen der russischen mittleren Front befanden sich in Richtung auf Breslau und Krakau im Vormarsch. Die deutsche 9. Armee war vor der russischen Übermacht auf die Linie Tschenstochau—Wielun zurückgewichen. Das deutsche Garde-Reserve-Korps verblieb noch zur Deckung des linken Flügels der 1. Armee in der alten Front und hielt die Verbindung zum Landwehrkorps aufrecht. Gleichzeitig musste die österreichisch-ungarische Heeresleitung die erfolglose Schlacht am San abbrechen, der 1. Armee wurde der Rückzug hinter die Nida, der 4. Armee hinter den Dunajec und der 3. Armee das Zurückgehen auf die Karpaten befohlen. Ab 5. November musste die k.u.k. 4. Armee den linken Flügel auf Kamien und Tarnobrzeg sowie den rechten Armeeflügel vom San-Abschnitt auf den Dunajec zurücknehmen. Am 6. November musste die k.u.k. Heeresleitung Truppen für den schlesischen Raum freimachen. Die 2. Armee unter Böhm-Ermolli wurde mit dem XII. Korps (16. und 35. Division) und IV. Korps (31. und 32. Division) aus den Karpaten herausgezogen. Der freigewordene Schutz der Karpatenübergänge zwischen Uzsoker- und Duklapass wurde dem VII. Korps (17., 34. und 20. Division) und die Gruppe Karg (ungarische 38. Honved-Division und 3 weiteren Landsturm-Brigaden) übertragen. Um den Vormarsch der russischen Truppen zu behindern, griff das k.u.k Militär zur Strategie der verbrannten Erde, vernichtete auf ihrem Rückzug systematisch ganze Dörfer und vertrieb deren Bevölkerung, was eine enorme Flüchtlingswelle zur Folge hatte.

## Rückzug der Österreicher

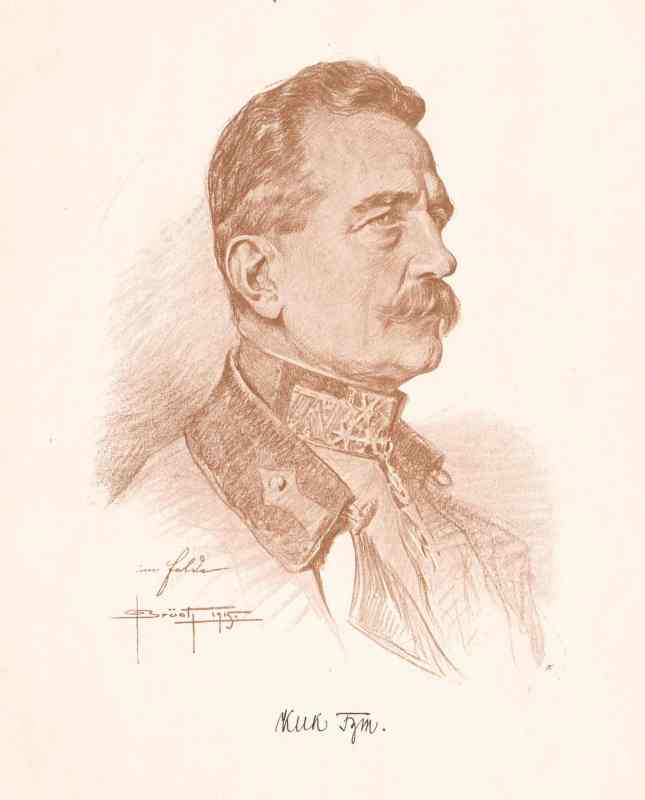
FZM Karl Kuk, Festungskommandant von Krakau, Zeichnung von Oskar Brüch

Die russische 9. Armee drängte den Österreichern sofort nach, die Korpsgruppe des Generals Krusenstern setzte über den San und ging längs des südlichen Weichselufers auf Tarnobrzeg vor. Die russische 3. Armee drängte ab 4. November mit dem XI. und IX. Korps bei Niepolomice aus ihren südlicheren San-Brückenköpfen zum Angriff vor. Am 5. November räumten das k.u.k. XVII. und das IX. Korps die San-Stellungen und gingen zunächst in den Raum beiderseits von Przedbórz zurück. Bis zum Abend des 5. November hatten die Russen die Linie Busk—Andrejew—Przedbórz erreicht. Das schnelle kampflose Zurückgehen der angeschlagenen 1. Armee auf die Linie Skala—Kromolów wurde von der deutschen Heeresleitung heftig kritisiert. Das II. Korps (4. und 25. Division) wurde über Krakau zur 1. Armee befördert. Die 4. Armee sollte mit Masse bei und östlich Krakau umgruppieren, um aus diesem Raum, den nördlich der Weichsel vorrückenden Gegner vom Süden her in die Flanke zu fallen.
Die k.u.k. 4. Armee war am 8. November bereits hinter die Wisłoka und an den Dunajec gelangt. Der österreichisch-ungarische Generalstabschef Conrad von Hötzendorf entsprach zwar dem Willen der deutschen Heeresleitung zur Unterstützung des Angriffes in Richtung auf Lodz. Er wies aber gleichzeitig darauf hin, dass etwa 30 in Galizien stehenden russischen nur 11 eigene Divisionen gegenüberstanden, während er 26 Divisionen zum Schutze Krakaus und Schlesiens nördlich der Weichsel konzentriert hatte. Er teilte dem deutschen Generalstabschef von Falkenhayn mit, dass er bei einem Fehlschlag der Krakau-Offensive seine Truppen zum Schutz der bedrohten Donaumonarchie auf das südliche Weichselufer zurücknehmen müsse.
Am 9. November hatte sich die 1. Armee vom Feinde gelöst und traf im neuen Kampfraum im Vorfeld nordwestlich von Krakau ein. Dem Festungskommandanten von Krakau, FML Kuk wurde zur Verstärkung neben der 95. Landsturmbrigade auch die 45. Schützen-Division und 106. Landsturm-Division zugeführt. Am 13. November war die Ausladung der 2. Armee bei Lublinitz (XII. Korps) und Rosenberg—Kreuzburg (IV. Korps) vollzogen.
Die k.u.k. 1. Armee machte im Anschluss an das Garde-Reserve-Korps wieder Front. Links bei Zarki mit dem II. Korps, und die Gruppe Tschurschenthaler, in der Mitte das I. Korps im Raum westlich Wolbrom und links mit dem V. und X. Korps bis westlich Skala. Die weiter nördlich stehende Armeeabteilung Woyrsch und die k.u.k. 1. Armee sollten nach der Etablierung wieder bis in die Linie Tschenstochau - Miechów bis südlich von Noworadomsk vorgehen, während die eintreffenden Teile der 2. Armee bei Działoszyn aufmarschieren sollten. Das Kavalleriekorps Hauer stand beiderseits der Warthe bei Działoszyn und versuchte die dort zerstörten Brücken zu reparieren und zu sichern.
k.u.k. 1. Armee General der Kavallerie Viktor Dankl
- II. Korps Gen. der Inf. Johann von Kirchbach (4. und 25. Division., 2. Kav.-Division)
- Gruppe Tschurschenthaler (43. und 44. Schützen-Division, 101. Landsturm-Brigade)
- I. Korps Gen. der Inf. Karl von Kirchbach (5. und 12. Division, 46. Schützen-Division)
- V. Korps Gen. der Inf. Paul Puhallo (14. und 33. Division, 37. Honveddivision und 36. Lst.Brig)
- X. Korps Gen. der Inf. Meixner (2. und 24. Division, 35. LstlBrig. und 11. Honved-Kavallerie-Division)

Nach den achttägigen Rückmarsch hatte sich der linke Flügel der k.u.k. 4. Armee ab 13. November mit dem VI. und XIV. Korps an der Szreniawa im nördlichen Vorfeld von Krakau bereitstellen können. Der Festungskommandant von Krakau, FZM Kuk hatte seine Besatzungstruppen im nördlichen Vorfeld an der Front der Feldarmeen eingereiht.
k.u.k. 4. Armee  Erzherzog Joseph Ferdinand
- VI. Korps FML Arz (27. und 39. Division)
- XIV. Korps FML Roth (3. und 8. Division, 13. Schützen-Division)
- Festung Krakau unter FZM Kuk (95. und 106. Landwehr-Division)
- XVII. Korps General der Infanterie Karl Křitek (15. und 19. Division)
- Gruppe FML Nikić (6. und 10. Kavallerie-Division)
- XI. Korps FML Stephan von Ljubičić (41. Honved-Division, 11. und 30. Division)

Nach dem Drängen der deutschen Heeresleitung, die im Raum Lodz angreifende 9. Armee zu unterstützen, befahl Conrad von Hötzendorf seinen Truppen einen Gegenangriff aus dem Raum Krakau heraus anzusetzen. Am Abend des 15. November gab dazu der Armeekommandant Erzherzog Joseph Ferdinand die Richtlinien für den Angriff der 4. Armee am nächsten Tag bekannt: Das X. Korps der 1. Armee sollte am rechten Flügel einen Ablenkungsangriff unternehmen, noch bevor die 4. Armee am 16. November in die Offensive geht. Die Gruppe Puhallo hatte sich vom rechten Flügel her dem Angriff anzuschließen. Die Gruppe Roth (XIV. Korps und 106. Landsturm-Division) hatte zwischen der Weichsel und Słomniki in Richtung auf Proszowice vorzugehen. Die Gruppe Arz (39. Honved-Division und 45. Schützen-Division) hatte westlich davon in Richtung auf Słomniki. Die Gruppe Křitek (19. ID. und halbe 41. Honved-Division) sollte den Angriff von Wieliczka bis zum südlichen Weichselufer abschirmen.

## Reaktion der russischen Heeresleitung

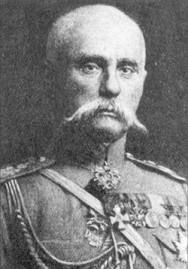
General Platon Letschizki (AOK 9) führte den Angriff gegen das nördliche Vorfeld der Festung Krakau

Der Oberbefehlshaber der russischen Südwestfront, General Nikolai Iwanow, wollte den Vormarsch auf Schlesien solange verzögern, bis das k.u.k. Heer vollkommen geschlagen wäre. Das direkte Vorgehen der russischen 3. Armee (General Dimitriew) auf Krakau war seiner Ansicht noch zu gefährlich, ein drohender Flankenstoß des Gegners sollte dadurch verhindert werden, dass ein vorheriger Vorstoß der 8. Armee (General Brussilow) die Karpaten-Übergänge in Besitz bringen sollte. Die Russen waren langsamer als erwartet an den Szreniawa- und Pilica-Abschnitt vorgerückt und erreichten erst am 2. November die Linie Uniejow—Piotrkow—Kielce.
Die nach dem Abzug der deutschen 9. Armee 180 km breite Frontlücke zwischen Tschenstochau und der Warthe deckte notdürftig das Korps des Generals der Kavallerie Frommel mit der k.u.k. 7. und der von der Westfront eingetroffenen deutschen 5. Kavallerie-Division sowie das Kavalleriekorps Korda (k.u.k. 7. und deutsche 8. Kavallerie-Division) gegenüber dem russischen Reiterkorps des Generals Nowikow. Zwischen Żarki und Tschenstochau sicherten das deutsche Garde-Reserve-Korps, die Division Bredow, das Landwehrkorps und die 35. Reserve-Division die neugebildete Armeeabteilung Woyrsch Aufstellung genommen.
Die russische 4. Armee verfolgte bis an die Pilica südlich von Przedbórz mit dem Grenadierkorps, dem XVI. und dem XVII. Armeekorps. Der Vormarsch des russischen XVII. Armeekorps war bei Nagłowice vom Garde-Reserve-Korps gestoppt worden. General der Kavallerie Dankl musste am 9. November seinen rechten Flügel hinter den Pradnikbach zurücknehmen. Die Gruppe Krusenstern und Teile des XVIII. Korps der 9. Armee waren an den unteren Dunajec vorgerückt, bis Rzeszów war dadurch eine Frontlücke entstanden.
Die deutsche 9. Armee war in der Schlacht von Lodz auf die Linie Kutno und Łęczyca durchgedrungen und war an der Naht zwischen russischen 1. und 2. Armee eingebrochen. Dadurch musste Fürst Nikolai Nikolajewitsch das Vorgehen der 5. Armee nach Noworadomsk abbrechen, wodurch eine Frontlücke zur südlich stehender 4. Armee entstand. Die russische 5., 4. und 9. Armee  die zum Angriff auf die Linie Kalisch bis Tschenstochau antraten, hatte sich am 14. November von der Widawka, der Pilica und Nidzica in Marsch gesetzt und hatten am folgenden Tag die Linie Działoszyn—östlich von Tschenstochau - Miechów — Szreniawa erreicht. In den Karpaten griff die russische 3. und 8. Armee an, die beide bei den Kämpfen bei Przemyśl schwere Verluste erlitten. Der Oberbefehlshaber der Südwestfront, General Iwanow, ließ die Kavalleriegruppe Tumanów an der oberen Widawka versammeln und verlängerte den Nordflügel der 4. Armee (Grenadierkorps) nach Norden bis Noworadomsk.
Bei der russischen 9. Armee hatte die südlich der Weichsel vorrückende Gruppe Krusenstern bei Nowy Korczyn ihre Divisionen (23. und 46. Infanterie- und 80. Reserve-Division) bei Skalbmierz mit dem XVIII. Korps vereinigt und schob diese Kräfte am 16. in den Raum Słomniki vor, um sie dort zwischen dem XXV. und dem Grenadier-Korps zu etablieren. Abwärts der Dunajec-Mündung begann der rechte Flügel der russischen 3. Armee mehrere Brücken über die Weichsel zu bilden, um zwischen der Raba und dem Dunajec in die Kämpfe der 9. Armee eingreifen zu können. Die im Raum nördlich von Jasło und Krosno konzentrierte Masse der 3. Armee stieß mit dem XI. und IX. Korps südlich der Bahnlinie Rzeszów—Tarnów nach Westen vor, während die 8. Armee über die Karpathen vordringend in Nordungarn einzufallen drohte.
4. Armee unter General Alexei Ewert
- Grenadierkorps unter Gen. der Artillerie Josif I. Mrozowski (1. und 2. Grenadier.-Division)
- XVI. Armeekorps unter Gen. der Inf. Wladislaw Klembowski (41. und 47. Inf-Division)
- XVII. Armeekorps unter Gen. der Inf. Pjotr Jakowlew (81. Reserve-Division, 3. und 35. Infanterie-Division)
- III. kaukasisches Korps unter General der Infanterie Wladimir Irmanow (75. Reserve-Division, Ural-Kosaken-Division)

9. Armee unter General Platon Letschizki
- XIV. Armeekorps unter Gen. der Inf. Hippolyt Woyshin-Murdas-Schilinski (18. und 45. Infanterie-Division)
- Gardekorps  unter Gen. der Kav. Wladimir Besobrasow (1. und 2. Garde-Division)
- XVIII. Armeekorps (37. Infanterie- und 83. Reserve-Division)
- XXV. Armeekorps unter Gen. der Inf. Alexander Ragosa (70. Reserve-Division., 16. Infanterie- und 3. Gren.-Division)
- Kombiniertes Korps Krusenstern (80. Reserve-,  23. und  46. Inf.-Division)
- Kavallerie-Korps Tumanow (13. Kav.-Division., 1. Don-Kosdiv., 61. Reserve-Division)

3. Armee unter General Radko Dimitriew
- XXI. Armeekorps unter General der Infanterie Jakow Schkinski, (35. und 44. Inf.-Division)
- XI. Armeekorps unter General der Kavallerie Wladimir Sacharow (11. und 32. Infanterie-Division)
- IX. Armeekorps unter Generalleutnant Dmitri Tscherbatschew (5. und 42. Infanterie-Division)
- X. Armeekorps unter General der Infanterie Nikolai Protopopow (8. und 31. Infanterie-Division)

## Die Schlacht

### 16. November
Am 16. November ging die k.u.k. 4. Armee zum Gegenangriff auf die russische 9. Armee über, als Operationsziel wurde der Szreniawa-Abschnitt angestrebt. Bis 13.00 Uhr hatte der Vormarsch des XIV. Korps die Reichsgrenze nordöstlich von Prusy ohne Kampfhandlungen erreicht. Das VI. Korps hatte derweil mit der 39. Honved-Infanterie-Division (H.I.D.) Michałowice erreicht und geriet dort auf den Gegner, während die 45. Schützendivision die Gegend von Smardzowice erreichte. Das russische XXV. Korps machte sich auf den Höhen südwestlich von Proszowice und Słomniki kampfbereit. Die Korpsgruppe Arz erreichte mit dem rechten Flügel Goszcza, mit dem linken Flügel die Höhen bei Rzeplin. Den Weisungen folgend nahm am 16. November das X. Korps und die 14. Division den Vormarsch auf, kampflos wurde der Westrand der Pradnikschlucht erreicht. Am Abend war die Gruppe Arz (VI. A.K.) mit der 27. Division und die Gruppe Kritek (XVII. A.K.) mit der 15. Division verstärkt worden. Die Gruppe Křitek (19. Division und halbe 41. Honved-Division) ging von Wieliczka über Niepołomice am nördlichen Ufer der Weichsel gegen die linke russische Flanke bei Nowe Brzesko vor.
Die russische 3. Armee schritt am 16. November südlich der Weichsel auf die Linie Krosno—Jasło vor und hatte vorerst nur mit Reiterei in den Raum Grybów—Neusandez vorgefühlt, die Masse von Dimitriews Truppen blieb am westlichen Sanufer stehen.

### 17. November
Am 17. November bedrohte der Vormarsch der Russen die Stadt Königshütte, aus der Nordfront der Festung Krakau operierte die k.u.k. 4. Armee gegen die linke Flanke der russischen 9. Armee, die sich mit Teilen gegen Krakau sicherte, während ihre Hauptmacht nach Westen vordrang. Gegenüber dem I. und II. Korps wirkte sich das Vorgehen der inneren Flügel der russischen 9. und 4. Armee bereits nachteilig aus. Die k.u.k. 1. Armee traf auf der ganzen Front auf harten Widerstand. Die russische 3. Armee war mit dem XXI. Korps vor Tarnów angelangt, das XI. Korps überschritt die Wisłoka, während das IX. und das X. Korps noch nordöstlich von Jasło verharrten. Die gegenüberliegende k.u.k. Gruppe Ljubičić (XI. Korps) versuchte, die Dunajec-Linie bis unterhalb Neusandez zu halten und musste die 6. und 10. Kavallerietruppendivision an die schwer bedrängte Kavalleriegruppe des FML Nagy abgeben. Die Gruppe des FML Nikić (halbe 41. Honved-Division) versuchte Bochnia und die untere Raba zu erreichen. Der russische Einbruch bei Neusandez konnte von der polnischen Legion und der 11. Kavallerie-Division nur mit letzten Kräften aufgefangen werden. Die 30. Infanterie-Division drang aus dem Raum Grybów beiderseits des Dunajec zwischen Świdnik und Dabrowa vor.
Der rechte Flügel der k.u.k. 4. Armee versuchte zur Umfassung der russischen 9. Armee über Proszowice ansetzen, während die 1. Armee mit Schwerpunkt am linken Flügel gegen Andrejew vorging. Die Gruppe Roth kämpfte sich an die Höhe von Biorków vor. Die am rechten Flügel eingesetzte 15. Division drang bis Glew vor, rechts davon drang die 19. Division der Gruppe Křitek über Igołomia durch. Bei der 1. Armee versuchte das X. Korps über Skała die Gruppe Arz, die bei Goszcza vorwärts gekommen war, zu unterstützen und in die russische Front bei Miechów einzubrechen, während die Gruppe Puhallo (V. Korps) die Höhen südlich von Wolbrom gewinnen wollte. Im Gegenangriff gewann hier das russische Gardekorps bei Skała derartig schnell an Boden, so dass die 33. Division aus der Reserve eingreifen musste, um die Front zu stabilisieren. Die 45. Schützen-Division musste zusätzlich gegen Nordwesten Front machen, da die russische Garde an der Naht zwischen der 4. und der 1. Armee durchgebrochen war.
Ein Stoß der Armeeabteilung Woyrsch gegen den östlich von Tschenstochau stehenden Nordflügel der russischen 4. Armee (Grenadierkorps) band die russischen Reserven. Die deutsche Korpsgruppe Breslau hatte Wielun erreicht.

### 18. November
Die k.u.k. Heeresleitung in Teschen war vom eigenen Angriff des Vortages vollständig enttäuscht, das erste Angriffsziel war nicht erreicht worden. Im Norden erwehrte sich die Armeeabteilung Woyrsch am 18. November zwischen Żarki und Tschenstochau gegen überlegene russische Streitkräfte. Das XII. Korps überschritt bei Noworadomsk die Warthe.
Die k.u.k. Truppen waren am 19. November auf stark verschanzte russische Stellungen getroffen und festgelaufen, das Tagesziel Szreniawa wurde nicht im Ansatz erreicht.
Die Gruppe Nikic des XI. Korps Ljubicic wurde an der Linie Rajbrot—Lipnica—Tymowa zu entlastenden Gegenstössen über Brzesko angesetzt um das russische XXI. Korps von Süden her zu fassen und am beabsichtigten Weichselübergang zu hindern. Im Falle russischer Überlegenheit sollte die Gruppe Nikić an die untere Raba ausweichen. Der rechte Flügel der 4. Armee (Gruppe Křitek mit 15. und 19. Division) drang auf Wawrzeńczyce vor. Die Gruppe Roth (3. und 8. Division) hatte bei Biorków Gelände gewonnen und nahm Wronin. Das russische XXV. Korps wurde zwar gestoppt, doch Gegenstöße konnten die 13. Schützendivision zurückwerfen. Am rechten Flügel des VI. Korps war die 39. Honved-Division (General Hadfy) nordwestlich von Goszcza festgelaufen und durch den Gegenstoß des russischen XVIII. Korps zwischen Skała—Iwanowice nach Südosten zurückgedrückt. Die wankende Front der Gruppe Arz musste durch die 95. Landsturm-Brigade des Festungskommando Krakau sowie die 11. Honved-Kavallerie Division gestützt werden.

### 19. November

Karl Kritek

Am 19. November ging auch die k.u.k. 1. Armee zum Angriff über: Der rechte Flügel der 1. Armee (X. und V. Korps) traf östlich des Prądnikbaches und beiderseits von Jangrot auf starken Widerstand des russischen Gardekorps. Im Zentrum der Armee Dankl gelang der 5. Division gegen Wolbrom und der Gruppe Tschurtschenthaler östlich von Podzamcze Raum zu gewinnen. Das gegenüber liegende russische XIV. Korps konnte aber den Durchbruch auf Pilica verhüten. Auch die 4. Armee drang endlich vor: Am rechten Flügel der Gruppe Křitek konnte die 19. Infanterie-Division gegen Nowe Brzesko zurück. Der Versuch der russischen 9. Armee zwischen der 4. und 1. Armee durchzubrechen wurde über den Szreniawabach zurückgeworfen. Das k.u.k. XIV. Korps wurde heftig vom russischen XXV. Korps angegriffen, das Infanterieregiment 14 „Großherzog von Hessen“ und 59 „Erzherzog Rainer“ der 3. Infanterie-Division zeichneten sich erfolgreich bei der Abwehr aus.
Das VI. Korps das in den Raum von Słomniki zu gewinnen suchte, war durch den Angriff des russischen XVIII. Korps in Verteidigung gedrängt worden. Die 39. Honved-Division erlitt große Verluste und musste bei Goszcza zurückgehen, links davon behauptete sich die 27. Infanterie-Division südlich von Rzeplin. Zur Verstärkung wurde die 11. Honved-Kavallerie-Division zwischen dem VI. und dem X. Korps eingeschoben. Die Gruppe des FZM. Ljubicić hatte mit der 30. Infanterie-Division den Raum nordöstlich von Tymowa, mit der 11. Infanterie-Division erreicht. Das russische XXI. Korps versuchte die schwierige Lage des nördlich von der Weichsel stehenden XXV. Korps durch einen Vorstoß beiderseits der Weichsel zu erleichtern.
Dadurch geriet die nach Nordosten vorgehende Gruppe Ljubicić (XI. Korps) ins Stocken. Die noch östlich des oberen Dunajec sichernde 4. Kavallerie-Division war vor starken Feindkräften auf Altsandez zurückgegangen. Die 6. und die 10. Kavallerie-Division wurde bei Myślenice bereitgestellt und mit der in Sucha stehenden polnischen Legion unter dem Kommando der 11. Honved-Kavallerie-Division des FML Nagy zu einem Kavalleriekorps vereinigt, das die Eisenbahnlinien von Krakau nach Oświęcim (Auschwitz) und Cieszyn (Teschen) zu sichern hatte.
Die 6. Kavallerie-Division hatte den Gegner bei Zakliczyn über den Dunajec gedrängt, nördlicher davon schloss die 30. Infanterie-Division. Am rechten Flügel der 1. Armee konnte stockte der Angriff des X. Korps vor Skala, und jener des V. Korps beiderseits von Jangrot. Der 5. Infanterie-Division des I. Korps gelang die Besitznahme der Wolbrom vorgelagerten Höhen, links davon blieb der Angriff der 46. Schützendivision liegen. Die Mitte des russischen XIV. Korps hielt eisern stand und es war nicht möglich den Gegner zurückzudrängen. Die Gruppe des FML Tschurtschenthaler (44. Schützendivision) blieb vor dem rechten Flügel des russischen XIV. Korps nordwestlich von Pilica stecken, weil die 43. Division noch bei Zerkowice zurück hing.
Das II. Korps (Linker Flügel der 1. Armee) konnte mit der 4. Infanterie-Division den linken Flügel des schon schwer erschütterten III. kauk. Korps bei Lgota Murowana etwas eindrücken. FML Stöger-Steiner musste aber die rechte Flanke seiner Division zugunsten der links benachbarten 25. Division schwächen, welche durch schweren Beschuss und russische Gegenstöße in ihren Gräben festgenagelt wurde. Als die neugebildete russische 11. Armee (XXVIII. und XXIX. Korps, 9. und 11. Kavallerie-Division) um Przemyśl aufmarschiert war, ging auch der jetzt gedeckte, rechte Flügel der russische 3. Armee auf Linie Dębica—Dynów vor. Das russische XXI. Korps drohte über den unteren Dunajec vor zu brechen und wurde auf das nördliche Weichselufer gezogen um den Angriff der 9. Armee zu unterstützen.

### 20. November

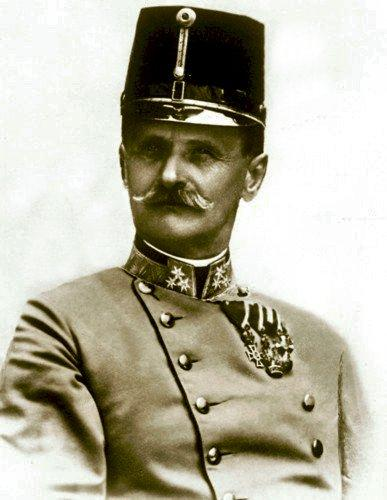
FZM Stephan von Ljubičić 1914

Bei der k.u.k. 1. Armee begegnete die 5. Division des I. Korps vor Wolbrom verstärktem russischen Widerstand, nachdem russische Gardetruppen die Front des XIV. Korps verstärkt hatten. Das geschwächte II. Korps griff in Richtung auf Zdów gar nicht mehr an und musste bereits von der deutschen 1. Garde-Reserve-Division unterstützt werden. Das russische XI. Armeekorps Korps war aus dem Raum südlich Dębica an den Dunajec angekommen. Am 20. November wurde die Gruppe Ljubicić östlich von Brzesko und westlich von Szczepanów—Szczurowa durch das Vorgehen des russischen XXI. Armeekorps über den Dunajec zum Stehen gebracht. Bis zum Abend war die 10. Kavallerie-Truppendivision nach Bochnia zurückgenommen worden, Landsturm und die 6. Kavallerie-Division sicherten im Raum südöstlich Sucha—Myślenice. Die Divisionen der Gruppe Arz (VI. Korps) sah sich bei Goszcza und südlich von Rzeplin durch das russische XVIII. Korps festgehalten. Die Fortführung des Angriffs auf Słomniki schien aussichtslos, zwischen dem VI. und dem X. Korps wurde eine Stoßgruppe gebildet um gegen die Höhen von Skala vorzustoßen. Das XVII. Korps konnte sich näher an die Stellungen des russischen XXV. Korps vor Nowe Brzesko heranarbeiten. Links davon drang das XIV. Korps mit der 8. Division nach Wierzbno durch, während die Angriffe der 3. und 13. Division über Biorków und Wilków keinen Erfolg brachten.

### 21. November
Die Masse der russischen 3. Armee langte am Dunajec und rückte bedrohlich in westlicher Richtung vor. Starke russische Kavallerieverbände gingen als Vorhut nach Limanowa vor, zwei Korps bedrohten den Abschnitt zwischen Neusandez und Czechów. Die Gruppe FZM. Ljubicic geriet dadurch südlich der Weichsel in eine schwierige Lage. Um den Übergang des russischen XXI. Korps über die Weichsel zu verzögern, erhielt die Gruppe FML Nikic südlich der Straße Brzesko—Tarnow den Gegenstoß anzusetzen. Teile des XI. Korps wurde bereitgestellt, um den Gegner auf das nördliche Ufer zurückzuwerfen. Die Gruppe Ljubicic sah sich nicht in der Lage nur eine der beiden Anweisungen durchzuführen und führte am westlichen Raba-Ufer und zwischen dessen Mündung und Cerekiew schwere Abwehrkämpfe. Die Gruppe Kritek versuchte entlastend die Linie südlich Leksice-Koscielec—Opatkowice anzugreifen eine Brigade konnte im Ort Delachowice eindringen. Teile des auf das nördliche Weichselufer übergegangene russische XXI. Korps konnten durch Fliegeraufklärung festgestellt werden. Der rechte Flügel des XIV. Korps erreichte die Höhen südlich Makocice und den Raum nördlich Chorazyce, die Mitte und der linke Flügel blieben an der Linie Przesławice—Skrzeszowice—Goszcza liegen.

### 22. November
Nördlich der Weichsel standen die 1. und 4. Armee gegen die russische 9. Armee (14 Divisionen) im Kampf, beiderseits des Ortes Pilica gewannen die k.u.k. Truppen gegen Smoleń—Izyce Raum. Bei Swiniarow traf die Gruppe des Generalmajor Mark mit sechs Bataillone und drei Batterien zur Unterstützung der Gruppe Nikić ein. Das X. und V. Korps versuchte den Angriff aus dem Raum von Siamoszyce in nördlicher Richtung fortzusetzen, zum 23. November wurde ein russischer Angriff auf Jangrot abgeschlagen. Die russische 3. Armee schob ein Kavalleriekorps über Neusandez vor, ein Armeekorps ging von Gorlice gegen Czechów vor, zwei weitere folgten beidseitig der Eisenbahnlinie von Tarnow. Das k.u.k. Kavalleriekorps unter FML Nagy (6., 10. und 11. Kavallerie-Division) versuchte die offene Südflanke der Gruppe Ljubičić zu schützen und musste sich vor der Übermacht auf die Linie Królówka—Bochnia—Raba zurückziehen.

### 23. November
Das an der Weichsel stehende russische XXI. Armeekorps wurde vor der Front der 4. Armee festgestellt, die Avantgarde der 44. Division erreichte Chruszczyna. Die Gruppe Kritek konnte die Linie südlich Leksice—Kościelec nicht überwinden. Das XIV. Korps konnte die Höhen nördlich Opatkowice nehmen und die Linie Makocice-Rzedowice erreichen. Bei der Gruppe Arz setzten die Russen zu heftigen Gegenstößen an. Auch gegen die Gruppe Ljubičić unternahmen die Russen sowohl gegen die Front als auch gegen Nordost, Südost sowie gegen Ujscie Solne wiederholte Angriffe. Bei Szczepanów—Mokrzyska gelang es den Russen von Norden her in die österreichisch-ungarischen Stellungen einzudringen. General Ljubičić befahl die schnelle Zurücknahme seiner Truppen auf die Linie Raba—Bochnia—Muchówka, Reiterei des FML Nagy verhinderte südlich davon mit der 6. und 10. Kavallerie-Division das weitere Vordringen des russischen Kavalleriekorps.

### 24. November
Am Morgen des 24. wurde das Eingreifen des russischen XXI. Korps fühlbar, starke russische Gegenangriffe auf das Korps Kritek und Roth brachten hier den Angriff der 4. Armee zum Erliegen. Bei Skaia wurde zudem der gesamte Südflügel der 1. Armee in Verteidigung gedrängt. General Platon Letschizki, Führer der russischen 9. Armee forderte per Funkspruch von seinen Nachbarn südlich der Weichsel, General Dimitriew, „im Namen des Sieges“ weitere Kräfte auf das Nordufer der Weichsel zu werfen. Im Hauptquartier der russische 3. Armee konnte man die Lage des südlich Zmigrod im Kampf stehenden X. Korps nicht richtig einschätzen. Der Weichselübergang des XXI. Korps war bereits vollzogen. Das IX. Korps überschritt den Dunajec bei Zakliczyn und ging auf in Linie Tymowa—Brzesko vor. Nördlich davon operierte das XI. Korps an der Bahn zwischen Tarnow bis Ujście Solne.
Die Truppen des k.u.k. VI. Korps versuchten weiter in Richtung Iwanowice—Stomniki anzugreifen, die 13. Schützen-Division wurde im Raum westlich Krakau versammelt. Westlich der Lehmschlucht des Dłubniabaches schritt die 27. Division, östlich der Schlucht die 39. Honveddivision zum Angriff auf den uns in starkbewehrten Stellungen erwartenden Feind. Der südliche Flügel der Gruppe FML. Arz wurde stärker an die Nordfront der Festung Krakau angelehnt. Um die Gesamtlage bei Krakau dauerhaft abwehr fähig zu halten, wurde die Gruppe Ljubicic bei Wieliczka—Dobczyce südlich der Weichsel durch Teile des XVII. Korps verstärkt.
Die Gruppe Ljubicic sah sich südlich der Weichsel an der unteren Raba—Bochnia—Wiśnicz von fünf russischen Divisionen angegriffen. Das k.u.k. XI. Korps ging Bochnia auf die Linie nordöstlich Niepolomice—linkes Raba-Ufer bis Höhen südlich Dobczyce und auf die Linie Wieliczka—Dobczyce zurück. Die Gruppe Ljubicic wurde durch Teile des XVII. Korps verstärkt und dadurch befähigt das Vordringen des Feindes dauernd abzuwehren. Russische Kavallerie stieß über Neusandez durch. Gleichzeitig begann die russische 8. Armee ihren Angriff an den Karpaten. Ein bis Homonna eingedrungenes russisches Korps wurde wieder hinausgeworfen, der linke Flügel der 3. Armee seinerseits bis Bartfa zurückgedrängt.

### 25. November
Bei der 4. Armee sicherte die Gruppe Nikic die Höhen östlich und nördlich von Koszyce, während das XVII. Korps vor starkem Angriff bis an Nordrand von Bobin und nördlich der Szreniawa zurückgenommen werden musste. Nördlich Proszowice behauptete sich die Gruppe Roth noch auf den Höhen nördlich der Niederung und dem Ort Przeslawice. Das XIV. Korps wurde bereits langsam aus der Front genommen und nach Krakau zurückgeführt, um als Armeereserve zu fungieren. Die Zurücknahme der Gruppe Kritek auf die Linie östlich Śmiłowice und nördlich Śmiłowice auf den Höhenrand bis Kowala wurde eingeleitet. Bei der Gruppe Ljubicic erreichte die 30. Division die Linie Muchowka—Wisnicz Nowy, die 11. Division ging nördlich über das westliche Raba-Ufer bis Dziewin zurück. Die Deckung der Linie über Tymbark—Chabówka wurde der Gruppe FML Nagy übertragen. Die 6. Kavallerie-Division sollte sich um Tymbark konzentrieren, die 10. Kavallerie-Division versuchte Gegenangriffe gegen den bei Limanowa eingebrochenen russischen Kavalleriekörper anzugreifen. Die Lage bei der Frontlücke zwischen der Armee Boroević und den Streitkräften bei Krakau wurde unerträglich und verlangte dringend rasches Eingreifen.

## Ergebnis
Die große Offensive gegen Preußisch-Schlesien war durch den gleichzeitigen Angriff auf beide Flügel zum Stehen gebracht, das Vordringen der russischen Übermacht südlich der Weichsel zwang das Armee-Oberkommando, die Schlacht bei Krakau am 25. November abzubrechen. Bei den schweren Kämpfen waren die Verluste der 4. Armee bedeutend, Ersatz an Truppen war zunächst nicht zu erwarten. Während die Kämpfe nördlich von Krakau abebbten waren in den Karpaten der russischen 8. Armee unter General Brussilow tiefe Einbrüche nach Süden gelungen, am weitesten im Raum Bartfeld. Die nördliche Grenze Ungarns war noch immer durch eine russische Invasion bedroht, die ungarische Regierung verlangte von der Heeresleitung dringend Verstärkung. Zwischen dem linken Flügel der haltenden k.u.k. 3. Armee im Raum Bartfeld und dem rechten der 4. Armee südlich von Krakau war in der russischen Front bei Neu-Sandez eine Lücke von etwa 80 Kilometer entstanden, in der nur schwache Sicherungen des Gegners die Verbindung aufrechterhielten. General Conrad versuchte die Lage durch einen überraschenden Gegenstoß in den Rücken der russischen 3. Armee auszunützen und eröffnete Anfang Dezember seinerseits eine neue Offensive bei Limanowa–Lapanow, welche den Zusammenbruch der Front in den Karpaten verhinderte.